# Can Ferrer (Begues)
Can Ferrer és un edifici del municipi de Begues (Baix Llobregat) que forma part de l'Inventari del Patrimoni Arquitectònic de Catalunya.

## Descripció
És un edifici aïllat, de planta rectangular amb tres crugies, planta baixa, pis i golfes. La porta d'accés, descentrada de l'eix de la façana, presenta arc carpanell adovellat amb pedra de marès picada. Aquesta porta, l'obertura balconera i l'altra petita finestra amb llinda de pedra, són les úniques originals de la masia. Presenta imbricacions en el ràfec i coberta a dues vessants de teula àrab. A la façana hi ha un rellotge de sol del segle xix.

## Història
Els propietaris del mas tenen documentació que fa referència a la construcció d'aquest, en el segle xvii (1656). Al llarg del temps s'han construït diferents cossos al voltant de l'edifici original.